# You Are There (album)
You Are There è il quarto album in studio del gruppo musicale giapponese Mono, pubblicato il 15 marzo 2006 dalla Human Highway.

## Tracce
Musiche di Tamaki, Yasunori Takada, Yoda e Takaakira "Taka" Goto.
1. The Flames Beyond the Cold Mountain – 13:29
2. A Heart Has Asked for the Pleasure – 3:43
3. Yearning – 15:38
4. Are You There? – 10:25
5. The Remains of the Day – 3:41
6. Moonlight – 13:04

## Formazione
Gruppo
- Tamaki – basso
- Yasunori Takada – batteria
- Yoda – chitarra
- Takaakira "Taka" Goto – chitarra, arrangiamento strumenti ad arco

Altri musicisti
- Susan Voelz – arrangiamento strumenti ad arco, violino
- Inger Carle – violino
- Thomas Yang – violino
- Diana Parameter – violoncello
- Alison Chesley – violoncello

Produzione
- Mono – produzione
- Steve Albini – registrazione, missaggio
- John Golden – mastering